# حسابان تصادفی
حسابان تصادفی (Stochastic calculus) شاخه ای از ریاضیات است که بر روی فرایندهای تصادفی کار می‌کند. این شاخه از ریاضیات به دنبال این است که یک نظریهٔ سازگار انتگرالگیری برای فرایندهای تصادفی تعریف شود بگونه ای که ویژگی تصادفی بودن پدیده‌ها را به خوبی در نظر بگیرد. از حسابان تصادفی در مدل‌سازی سامانه‌هایی که رفتار تصادفی (رندوم) دارند استفاده می‌شود.

## کاربرد
بهترین نمونه از فرایندهای تصادفی که حسابان تصادفی در آن کاربرد دارد فرایند وینر (نامگذاری به افتخار نوربرت وینر) است که از آن در مدل‌سازی حرکت براونی توصیف شذه از سوی لوئی باشولیه در ۱۹۰۰ و آلبرت اینشتین در ۱۹۰۵ استفاده می‌شود. دیگر فرایندهای واپخش در فضای ذرات نیز در برابر نیروهای تصادفی قرار می‌گیرند.
از دههٔ ۱۹۷۰ از فرایند وینر به فراوانی در مالیه ریاضیاتی و علم اقتصاد استفاده شده تا دگرگونی‌های بورس و نرخ سود سهام‌ها مورد بررسی قرار گیرد. در مدل بلک-شولز فرض می‌شود قیمت‌ها از حرکت براونی هندسی پیروی می‌کنند.
فرایند ایتو در بحث حسابان تصادفی نقش محوری دارد.